# Spezzano Albanese
Spezzano Albanese là một thị xã và comune  ở tỉnh Cosenza trong vùng Calabria miền nam nước Ý.
Đô thị Spezzano Albanese có diện tích 33 ki lô mét vuông, dân số thời điểm năm 2001 là 7036 người.
Đô thị này có các đơn vị dân cư (frazioni) sau: